# Valentina Sampaio
Valentina Sampaio (Aquiraz, 10 de dezembro de 1996) é uma modelo e atriz brasileira. Ficou conhecida por ser a primeira mulher transgênero capa da revista Vogue, por ser a primeira trans a ser capa da Vogue Brasil, e também pelo destaque na Vogue Alemanha.
É a primeira transexual a estar na Victoria's Secret. Considerada a nova Gisele Bündchen pela mídia estrangeira, Valentina estrelou a campanha para a linha Pink da marca.

## Biografia
Valentina Sampaio é nordestina, nascida em uma aldeia de pescadores em Aquiraz, no Ceará. Com 8 anos de idade, sua psicóloga logo entendeu que ela era uma mulher transgênero; com isso, aos 10 anos passou a se chamar Valentina. Atualmente cursa arquitetura, paralelamente ao trabalho de modelo. Ela é porta-voz da L'Oréal junto com Grazi Massafera, Taís Araújo, Juliana Paes, Isabeli Fontana, Emanuela de Paula, Agatha Moreira e Sophia Abrahão.
Em 2018 participou da telenovela O Sétimo Guardião, como uma modelo sedutora no sonho do delegado Machado (Milhem Cortaz). Sua participação foi uma homenagem ao primeiro merchandising da marca Hope que aconteceu na novela Roque Santeiro, de 1985. As duas novelas são do autor Aguinaldo Silva. Ainda no ano de 2018, protagonizou o filme Berenice Procura.
Valentina Sampaio é descendente de africanos, holandeses e indígenas.

## Filmografia

### Televisão
| Ano  | Título            | Personagem                    |
| ---- | ----------------- | ----------------------------- |
| 2017 | A Força do Querer | ela mesma                     |
| 2018 | O Sétimo Guardião | Modelo da fantasia de Machado |

### Cinema
| Ano  | Título           | Personagem      |
| ---- | ---------------- | --------------- |
| 2018 | Berenice Procura | Isabelle Deluxe |